# Médecine évolutionniste
La médecine évolutionniste ou médecine darwinienne est un courant de pensée de la médecine cherchant à appliquer des principes actuels de la théorie de l'évolution aux questions concernant la santé et les maladies. Le but de la médecine évolutionniste est de comprendre pourquoi on tombe malade, et pas seulement comment on tombe malade. Les recherches et les pratiques médicales modernes se sont focalisées sur les mécanismes moléculaires et physiologiques qui sous-tendent la santé et les maladies, tandis que la médecine évolutionniste cherche à répondre à la question de pourquoi l’évolution a façonné ces mécanismes. Pour cela, elle étudie l'évolution des parasites, l'évolution humaine et leur coévolution. L’approche évolutionniste a conduit à des avancées importantes de notre compréhension de la résistance aux antibiotiques, du cancer, des maladies auto-immunes, et de l’anatomie. En France, la faiblesse de la situation de la médecine évolutionniste est liée à des facteurs historiques propres (faiblesse de la biologie de l'évolution en France), aux dérives eugénistes du XXe siècle et au fait que le cursus médical est déjà très chargé. Néanmoins, des équipes de recherche se forment peu à peu comme l'équipe de médecine évolutive CNRS à Toulouse.

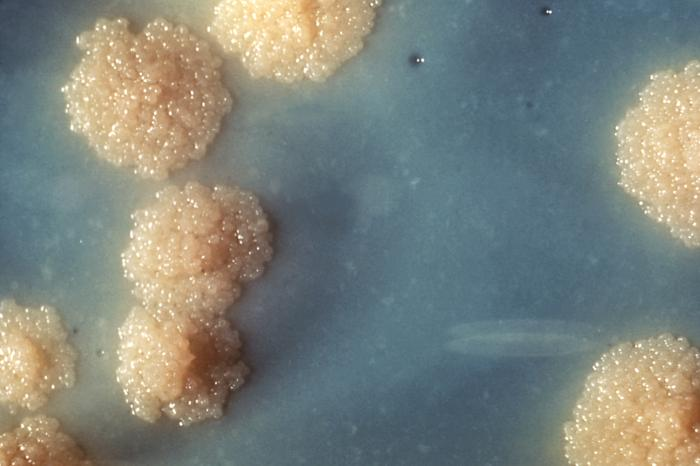
Les bactéries de l’espèce Mycobacterium tuberculosis sont capables d’évoluer pour déjouer les défenses immunitaires

## Concepts clés
- Compromis : Des changements rendant un organisme moins vulnérable à une maladie pourraient conduire à une diminution de sa valeur sélective, via des effets sur d’autres traits.
- Les pathogènes évoluent rapidement et répondent ainsi très vite aux interventions médicales.
- Certains symptômes sont des mécanismes de défense utiles.
- Les changements culturels et démographiques étant plus rapides que l’évolution biologique, les êtres humains sont souvent mal adaptés aux environnements modernes.
- L’histoire phylogénétique de l’espèce humaine lui a fait hériter de contraintes biologiques.
- Le cancer est le résultat d’une évolution somatique.
- Les humains n’ont pas cessé d’évoluer.
- Tous les phénotypes sont des produits des interactions gènes-environnement et sont souvent empreints d’ajustements développementaux.

Parmi les chercheurs importants en médecine évolutionniste on peut citer : Randolph M. Nesse, George C. Williams, Paul W. Ewald, Stephen C. Stearns.

## Compromis
Un compromis est une situation qui implique le fait de perdre quelque chose en échange du gain d’une autre chose. Les compromis sont très courants en physiologie. La perspective évolutionniste sur les compromis commence par la notion que des changements physiologiques capables de réduire la susceptibilité aux maladies peuvent aussi conduire à une diminution de la valeur sélective via des effets sur d’autres traits. Ceci peut être dû aux limitations en ressources ou à des contraintes sur les capacités physiologiques.
Par exemple, le radius est un os dont la forme et la densité ont été façonnées par la sélection naturelle de telle sorte qu’il a atteint un équilibre optimal entre force, fonction, et coûts de son développement et de sa maintenance. Les fractures du radius distal sont relativement fréquentes dans l’espèce humaine (fracture de Pouteau- Colles). La médecine évolutionniste nous aide à comprendre pourquoi nous n’avons pas un radius moins fin et plus solide. La remarquable dextérité humaine a été rendue possible aux dépens de la résistance à ce type de fracture.
Un autre exemple est celui de la capacité à réparer et à régénérer les organes en réponse aux dommages extrinsèques, qui est à l’origine de la susceptibilité au cancer. Ainsi, l’inflammation est une réponse essentielle aux blessures. L’inflammation chronique du foie, également connue sous le nom d’hépatite chronique, est un facteur de risque majeur pour le carcinome hépatocellulaire.

## Pathogènes
Les recherches sur l’évolution adaptative des bactéries, des virus, et des autres microbes et parasites, joue un rôle central en médecine, parce qu’elles sont nécessaires pour comprendre l’évolution de la résistance aux antibiotiques, de la virulence des pathogènes , et de la subversion du système immunitaire par les pathogènes .

### Résistance aux antibiotiques
La résistance aux antibiotiques est avant tout un processus d'évolution biologique. Les microorganismes évoluent par le mécanisme de la sélection naturelle agissant sur des mutations apparues aléatoirement, et deviennent résistants aux antibiotiques. Une fois qu’un allèle conférant une résistance apparait, non seulement les bactéries qui le portent prospèrent et se multiplient, mais cet allèle se répand aussi dans d’autres types de bactéries via des transferts horizontaux d’information génétique par échange de plasmides.
Pour plus d’informations à ce sujet, voir la page Résistance aux antibiotiques

### Virulence
Les effets des microorganismes sur leurs hôtes peuvent varier, depuis les effets bénéfiques des mutualistes symbiotiques, jusqu’aux effets néfastes des pathogènes, qui réduisent le succès reproducteur de leur hôte. Beaucoup de pathogènes produisent des facteurs de virulence qui sont directement responsables de la maladie, ou manipulent leurs hôtes de telle sorte qu’ils prospèrent et se répandent. La valeur sélective d’un pathogène étant déterminée par sa capacité à infecter d'autres hôtes, on a autrefois pensé que la virulence s’atténuait inexorablement, et que les pathogènes évoluaient vers l'avirulence. Cependant, ce point de vue a été remis en question au début des années 1980 avec la théorie du compromis adaptatif.
Pour plus d’informations à ce sujet, voir la page  virulence

### Capacité à échapper au système immunitaire
Le succès d’un pathogène dépend de sa capacité à échapper au système immunitaire de son hôte. Les pathogènes évoluent donc vers des stratégies qui leur permettent d’infecter un hôte, et ensuite d’échapper aux mécanismes de détection et de destruction de son système immunitaire. Ces stratégies consistent par exemple à se cacher dans les cellules de l’hôte, au sein d’une capsule protectrice (comme le fait M. tuberculosis), à sécréter des composants qui détournent la réponse immunitaire de l’hôte, à se lier aux anticorps, à changer rapidement de marqueurs de surface, ou à les masquer avec les propres molécules de l’hôte.

## Défenses
La fièvre, la douleur, la nausée, les vomissements, la diarrhée, la toux, l’anxiété, figurent parmi les raisons les plus communes de rechercher une aide médicale. Pourtant, toutes sont aussi des défenses contre certains dangers. Ainsi, la fièvre est un mécanisme de défense contre l’infection, la toux peut dans certains cas prévenir la pneumonie. Cependant, ces défenses sont des facteurs de morbidité lorsqu’elles sont excessives en amplitude ou en fréquence. Par exemple, l’anémie des maladies chroniques est une défense qui survient dans le contexte d’une inflammation chronique, liée à une maladie auto-immune ou à une infection chronique. Dans ce cas, le frottis sanguin donne des résultats similaires à ceux obtenus en présence d’une anémie due à une déficience en fer, à cause d’une restriction de l’approvisionnement en fer des cellules souches à l’origine des nouveaux globules rouges. Le corps contient cependant suffisamment de fer, mais celui-ci est séquestré par le foie. Ce processus est adaptatif lors d’une infection, parce que le fer est nécessaire à la multiplication bactérienne. Restreindre l’accès au fer pour les bactéries permet de limiter leur prolifération et aide l’organisme à se débarrasser de l’infection. Il est donc impératif de ne pas confondre cette défense avec une maladie : on a nui à de tels patients en situation critique en leur transfusant du sang. La perspective évolutionniste a permis de mettre en lumière cette distinction cruciale.
Si le coût associé au fait de ne pas déclencher une réponse de défense en présence d’une menace (faux négatif) est bien plus élevé que le coût associé au fait de réagir à quelque chose qui n’est pas réellement une menace (fausse alarme), on s’attend à ce que le seuil d’activation de la défense soit bas. Ce phénomène a été nommé le « principe du détecteur de fumée » , ou « mieux vaut prévenir que guérir ». On supporte les fausses alarmes des détecteurs de fumée parce que le coût est potentiellement très élevée s’ils échouent à détecter un réel feu, tandis que le coût d’une fausse alarme est mineur. Similairement, la réponse « combat-fuite » a été sélectionnée pour augmenter les chances de survie face à des situations menaçantes (décharge du système nerveux orthosympathique déclenchant une sécrétion brutale de catécholamines, dont l’adrénaline, entraînant toute une série d’ajustements physiologiques facilitant le combat ou la fuite). Parce que le coût de l’absence d’une telle réponse pourrait causer la mort, le seuil de déclenchement de cette réponse est relativement bas. Le trouble panique est un trouble anxieux caractérisé par des activations inappropriées répétées de cette réponse. Le principe du détecteur de fumée permet de comprendre pourquoi l’être humain est susceptible d’être affecté par de telles maladies. Il existe de nombreux autres exemples de maladies qui sont en fait des adaptations exacerbées, tels que la dépression,, les nausées de la femme enceinte , la diarrhée , la fièvre.

## Adaptations humaines
L’adaptation est limitée par des contraintes, elle nécessite souvent des compromis, et elle se produit généralement dans un contexte de compétition.

### Contraintes
Les adaptations ne sont possibles que sur des traits qui peuvent évoluer. Toutes les adaptations qui pourraient empêcher des maladies ne sont donc pas possibles.
- Les erreurs de réplication de l’ADN ne peuvent pas être toutes évitées ; ainsi le cancer, qui est dû aux mutations somatiques, n’a pas pu être éliminé par la sélection naturelle.
- L’organisme humain n’est pas capable de synthétiser la vitamine C, et est donc sujet au scorbut si les sources alimentaires de vitamine C sont insuffisantes.
- Les neurones rétiniens ont évolué de telle sorte qu’ils sont externes par rapport à la couche de pigments rétiniens photosensibles. Le nerf optique (constitué des axones des neurones rétiniens) est donc obligé de traverser la couche de pigments pour quitter la rétine en direction du cortex, ce qui donne l'explication de la tache aveugle. C’est aussi à cause de cette contrainte qu’une pression intraoculaire élevée entraîne fréquemment une altération de la vision appelée glaucome, car le nerf optique comprimé est endommagé. Il existe plusieurs autres exemples d’innovations adaptatives ayant impliqué des contraintes de ce type.

### Compromis
L’évolution est également contrainte par le fait que différentes adaptations peuvent être en conflit. La sélection aboutit dans ce cas à un compromis permettant un équilibre optimal entre coûts-bénéfices. Voici des exemples de tels compromis :
- Chez les femmes, la forme du bassin résulte d’un compromis entre les performances dans la course, et la taille du canal pelvien pour l’accouchement[23] ;
- Il existe un compromis entre le développement du cerveau et celui de l’intestin, deux tissus extrêmement coûteux [24] ;
- La pigmentation de la peau protège des dommages causés par les UV mais limite la synthèse de vitamine D par la peau, qui utilise les UV ;
- La descente du larynx a permis l’évolution du langage, mais a augmenté le risque d’étouffement par fausse-route, car elle a induit le fait que les trajets de l’air et des aliments se croisent[25].

### Compétition
Différentes formes de compétition existent, et elles peuvent influencer les processus d’évolution génétique.
- Le système immunitaire et la sensibilité aux maladies font partie des critères impliqués dans le choix de partenaires [26],[27],[28].
- Les conflits génomiques entre père et mère sont à l’origine du risque de pré-éclampsie pendant la grossesse[29],[30], et sont probablement aussi impliqués dans l’autisme et la schizophrénie[31].

## Maladies liées au mode de vie moderne
L’espèce humaine a évolué pendant très longtemps avec le style de vie et l’environnement des chasseurs-cueilleurs vivant en petits groupes puis des premiers agriculteurs, ce qui est très différent des modes de vie contemporains,. Ce changement nous rend vulnérables à plusieurs problèmes de santé qu’on regroupe sous le terme « maladies de civilisation ». Le scorbut et le rachitisme en font partie.

### Régime alimentaire
Contrairement aux régimes alimentaires des chasseurs-cueilleurs et des premiers agriculteurs, le régime occidental moderne contient de grandes quantités de graisses, de sel, de glucides simples (incluant les sucres raffinés et les farines raffinées), ce qui induit des problèmes de santé,, :
- Risques associés aux lipides trans ;
- Caries ;
- Aliments à fort indice glycémique.

### Durée de vie et vieillissement

#### Données
L'espèce humaine se caractérise par une longue période de plus d'une douzaine d'années avant d'atteindre la maturité sexuelle. Cependant, la mortalité inévitable des plus jeunes (en particulier la mortalité par prédation) a été relativement faible durant l'évolution de l'humanité, de l'ordre de 50 % des enfants sous le paléolithique, ce qui est peu par rapport aux autres espèces animales. Cette longue période de faible mortalité permet une croissance corporelle et l'acquisition de capacités et de compétences.
La durée de vie moyenne de l'Homo erectus est estimée à 15-20 ans, et celle des humains sous le paléolithique à 25 ans. En excluant la mortalité des enfants de moins de 5 ans, l'espérance de vie ajustée est de 35-40 ans pour ceux qui, sous le paléolithique, survivaient à l'enfance.
La longévité individuelle d'un animal dépend en grande partie de son environnement (ceux qui vivent en zoo vivent plus longtemps par absence de prédateurs). De même la longévité d'un humain dépend de l'évolution socio-culturelle (développement social et de santé, chute de la mortalité infantile). Jusqu'à l'époque moderne, seule une petite proportion des humains à la naissance pouvaient vivre plus de 50 ans, espérance largement dépassée au XXIe siècle. La plus longue durée de vie authentifiée est celle de la française Jeanne Calment (1875-1997).
Cette forte amélioration de l'espérance de vie à la naissance, phénomène récent (depuis la fin du XIXe siècle), contraste avec le fait que le processus biologique de vieillissement reste inchangé depuis des millénaires.

#### Théories
En 1891, August Weismann (1834-1914) émet l'hypothèse, peu convaincante, que la mort est une adaptation du vivant à la répartition des ressources. Toutefois, il est le premier à établir des rapports entre les modèles de croissance, les modèles de reproduction et le temps de vieillissement.
En 1952, Peter Medawar (1915-1987) démontre que l'efficacité du système immunitaire décroît avec l'âge. Les facteurs positifs qui favorisent la sélection naturelle à l'âge optimal de reproduction diminuent avec le temps, ce qui expliquerait l'apparition de maladies au fur et à mesure de l'âge.
La pléiotropie est la caractéristique d'un seul gène à exercer plusieurs fonctions. En 1957, Georges C. Williams (1926-2010) propose le concept de pléiotropie antagoniste, où des gènes sélectionnés pour être bénéfiques dans la jeunesse exercent des effets négatifs avec l'âge. Le vieillissement serait la conséquence tardive néfaste d'avantages de jeunesse.
Par exemple des facteurs hormonaux et métaboliques favorisent la croissance et l'activité musculo-squelettique ou les facultés de reproduction, mais avec l'âge (accroissement de la longévité), les effets négatifs cachés apparaissent. Ces mêmes facteurs sont susceptibles de favoriser l'apparition de maladies telles que des maladies cardiovasculaires ou certains cancers dits hormonodépendants (cancer de la prostate, cancer du sein...).
En 1962, James Neel(1915-2000) développe le concept de pléiotropie antagoniste avec l'Hypothèse du génotype économe (en). Il propose que les gènes sélectionnés par la vie courte de nos ancêtres sont ceux qui permettent d'extraire ou de conserver le maximum de ressources à partir d'un environnement difficile (par exemple absorption et réserve de graisse). Ces gènes économes joueraient un rôle néfaste dans une vie plus longue en société d'abondance.
Une autre hypothèse dérivée est la Théorie du soma jetable (en) proposée par Thomas Kirkwood (1951-). Les ressources disponibles pour un organisme sont utilisées pour préserver les cellules somatiques et produire les cellules germinales. Le maintien du soma est lié à la capacité à se reproduire. Quand cette capacité décline, le soma devient « jetable » avec la perte de mécanismes de défense et de réparations. Cette théorie vise à expliquer pourquoi le vieillissement est une période de comorbidités.
Ces théories évolutionnistes de l'âge et du vieillissement restent un sujet de débats critiques et de discussions. Par exemple, toutes les modifications liées à l'âge ne sont pas nécessairement le résultat d'un vieillissement, les risques (exposition à un mutagène, erreur de réplication cellulaire...) peuvent être d'origine stochastique, du simple fait que leur probabilité augmente avec le temps.

### Exercice physique
Les populations humaines actuelles font globalement peu d’exercice physique en comparaison avec les populations anciennes,,,,. Il a été proposé que puisque autrefois les périodes prolongées d’inactivité étaient la conséquence d’une maladie ou d’une blessure, elles étaient interprétées par l’organisme comme un indice de la nécessité d’un ralentissement du métabolisme, et du déclenchement de réponses telles que l’inflammation, qui sont aujourd’hui la cause de nombreuses maladies chroniques.

### Hypothèse hygiéniste
Aujourd’hui, en raison des traitements médicaux, des lavages fréquents du corps et des vêtements, et des installations sanitaires modernes, les êtres humains actuels sont presque exempts de parasites, notamment les parasites intestinaux. Ces pratiques d’hygiène sont à l’origine de problèmes du système immunitaire, dont le développement et la régulation nécessitent une exposition aux micro-organismes et aux macro-organismes (tels que les helminthes) issus de la boue, des animaux, et des fèces. Ceux-ci jouent en effet un rôle crucial dans la mise en place et l’entraînement des fonctions immunitaires pour lutter contre les pathogènes, et les protègent contre l’inflammation excessive, qui est impliquée dans plusieurs maladies contemporaines (y compris la maladie d’Alzheimer).

## Explications évolutionnistes spécifiques
Liste non exhaustive de références pour un trait ou une maladie donnés.
- Arthrite et autres maladies inflammatoires chroniques[48],[49],[50]
- Athérosclérose[51]
- Cancers de l’appareil reproducteur de la femme[52]
- Carence en fer[53]
- Comportement des malades[54]
- Diabètes de type II[55],[56]
- Diarrhée[57]
- Drépanocytose[58],[59]
- Mucoviscidose (fibrose kystique)[60]
- Fièvre[61],[62]
- Goutte[63]
- Hémochromatose[64],[65]
- Hypertension[66]
- Maladie d’Alzheimer[67]
- Ménopause[68]
- Ménarche[69] et menstruations[70],[71],[72]
- Nausées des femmes enceintes[73],[74]
- Obésité[75],[76]
- Occlusion dentaire[77]
- Ostéoporose[78]
- Phénylcétonurie[79]
- Placébo[80]
- Polymorphisme des globules rouges[81]
- Tissus adipeux des jeunes enfants[82]
- Toux[13]
- Traits spécifiques à l’enfance[83]
- Vieillissement[22],[57]

## Psychologie clinique et Psychiatrie évolutionnistes
Selon les principes évolutionnistes, l'homme est un animal social en coévolution génétique et culturelle. L'utilisation d'outils par Homo habilis est la première émergence de la culture parmi les hominidés. La capacité à fabriquer des outils évolue avec l'apprentissage, et fait évoluer la culture. Depuis environ 10 000 ans, l'homme a quitté le mode clanique (groupe de 150 individus chasseurs-cueilleurs) pour le pastoralisme, l'agriculture et l'urbanisation. Ces changements environnementaux et culturels interfèrent avec la maturation cérébrale qui se poursuivent jusqu'à l'âge de 25 ans et plus.
L'évolution du néocortex humain doit s'adapter aux contraintes de l'environnement social. Cette co-évolution, biologique et culturelle, confronte des processus très différents en nature et en vitesse. Ce décalage évolutif entre environnement culturel et biologie cérébrale pourrait se traduire par des troubles du comportement et de la santé mentale.

### Articles en ligne
- (en) RH. Straub et Besedovsky, HO., « Integrated evolutionary, immunological, and neuroendocrine framework for the pathogenesis of chronic disabling inflammatory diseases », FASEB J, vol. 17, no 15,‎ 2003, p. 2176-83. (PMID 14656978, DOI 10.1096/fj.03-0433hyp, lire en ligne)
- (en) RH. Straub, « Evolutionary medicine and chronic inflammatory state--known and new concepts in pathophysiology », Journal of Molecular medicine, vol. 90, no 5,‎ 2012, p. 523–534 (PMID 22271169, DOI 10.1007/s00109-012-0861-8, lire en ligne)
- (en) E. K. LeGrand et Brown C. C., « Darwinian medicine: Applications of evolutionary biology for veterinarians », Canadian Veterinary Journal, vol. 43, no 7,‎ 1er juillet 2002, p. 556–9 (ISSN 0008-5286, PMID 12125190, PMCID PMC341948)
- (en) Randolph M. Nesse, Stephen C. Stearns, « The great opportunity: Evolutionary applications to medicine and public health », Evolutionary Applications, vol. 1, no 1,‎ 2008, p. 28–48 (DOI 10.1111/j.1752-4571.2007.00006.x, lire en ligne [PDF])
- (en) Christopher T. Naugler, « Evolutionary medicine: Update on the relevance to family practice », Canadian Family Physician, vol. 54, no 9,‎ 1er septembre 2008, p. 1265–9 (PMID 18791103, PMCID PMC2553465, lire en ligne)
- (en) Childs B, Wiener C. & Valle D, « A science of the individual: Implications for a medical school curriculum », Annual Review of Genomics and Human Genetics, vol. 6, no 1,‎ 2005, p. 313–30. (PMID 16124864, DOI 10.1146/annurev.genom.6.080604.162345)
- (en) Stiehm ER, « Disease versus disease: how one disease may ameliorate another », Pediatrics, vol. 117, no 1,‎ 2006, p. 184–91 (PMID 16396876, DOI 10.1542/peds.2004-2773, lire en ligne)